# Suslic àrtic
El suslic àrtic (Spermophilus parryii) és una espècie de suslic nadiu de l'ecozona holàrtica, especícificament de la zona nord-americana. Viu a la tundra d'Alaska i nord del Canadà i Sibèria.
Aquest esquirol pertany al grup d'espècies amenaçades d'extinció, incloses a la Llista Vermella de la UICN (Arkive 2013) en la categoria de menys preocupació i amb el seu estat de conservació que és "segur". És la presa de la guineu àrtica, el golut, el linx, l'os gris i marró i l'àguila. Està relacionat genèticament amb la marmota. Els seus caus estan reblerts de líquens, fulles i pèl de bou mesquer.

## Taxonomia
Llistat de subespècies:
- U. p. ablusus Osgood, 1903
- U. p. kennicottii Ross, 1861 – Barrow ground squirrel (northern Alaska, northern Yukon, and northern Northwest Territories)
- U. p. kodiacensis Ross, 1861
- U. p. leucostictus Brandt, 1844
- U. p. lyratus Hall and Gilmore, 1932
- U. p. nebulicola Osgood, 1903
- U. p. osgoodi Merriam, 1900
- U. p. parryii Richardson, 1825
- U. p. plesius Osgood, 1900
- U. p. stejnegeri J. A. Allen, 1903

## Descripció
Es tracta d'un animal diürn. Els suslics de l'Àrtic són els més grossos dels suslics d'Amèrica del Nord, i l'única espècie que viu a Alaska. Es tracta també de l'únic mamífer conegut capaç de reduir la temperatura corporal per sota de la congelació, estratègia que l'ajuda a sobreviure a través de l'hivern àrtic. Tenen una esperança de vida de 8 a 10 anys.
És de color beige amb marques blanques al voltant dels ulls, taques blanques a l'esquena i la cua fosca. Fa uns 39 cm de llargada i les femelles pesen uns 750 grams de mitjana i 100 grams més els mascles, aquesta massa patirà importants fluctuacions estacionalment. També té una cua fosca i quatre dits als peus. Camina a quatre potes, però també pot seure amb dues. Canvien el seu abric d'estiu a hivern, a l'estiu, incloent-hi coloracions vermelles/grogues al llarg de les galtes i als costats. A la tardor, aquests pegats vermells es substitueixen amb tons platejats.

## Reproducció
Viuen en colònies dominades per un o un parell de mascles, que competiran de forma agressiva amb els altres per les femelles. Aquestes esquirols es reprodueixen només una vegada a l'any: a mitjans de maig i la gestació dura uns 25 dies tenint de 5 a 10 cadells.
Els nadons neixen cecs i sense pèl a vers la fi de juny. Els comença a créixer el pèl després d'uns vuit dies, i els seus ulls s'obren després d'uns vint dies. Abandonen el cau per explorar l'entorn després d'obrir els ulls. Els nadons s'abandonen completament el setembre i deixen a la seva mare per fer el seu propi cau. A la primavera següent, els joves han arribat a la maduresa sexual.
Els mascles mostren una compensació significativa entre la taxa de supervivència i la reproducció. El seu comportament territorial agressiu produeix nivells elevats d'estrès que poden generar fins a una pèrdua d'un 21% de la massa corporal i comprometen els sistemes immunològics. Això dona lloc a una elevada mortalitat en suslics masculins després de la temporada de reproducció, i la proporció de femelles serà molt més alta que la dels mascles. Les femelles tenen un període de gestació de 25 a 30 dies.

## Comportament
El suslic àrtic hiverna a l'hivern, des de principi d'agost fins a la fi d'abril en femelles adult, i des de final de setembre fins a principi d'abril en mascles. Durant aquest temps la temperatura del seu cos pot passar dels 37 °C a -3 °C, la seva temperatura cerebral cau just per sobre de la congelació i sent a les zones més perifèriques, al colon i a la sang inferiors a zero. El ritme cardíac també baixa fins a ~1BPM. Quan els suslics hibernen, les seves neurones, es redueixen i moltes connexions entre les neurones es desvien. Però els seus cervells compensen periòdicament aquesta pèrdua amb brots de creixement massiu, multiplicant vincles neuronals més enllà del que existia abans de la hibernació. A més, és un dels pocs animals de l'Àrtic, juntament amb els seus familiars propers, les marmotes i els ratpenats marrons, que hiberna. A l'estiu han d'augmentar el greix corporal per la hibernació, menjant plantes de tundra, llavors etc.
Els suslics àrtics viuen en colònies de centenars d'esquirols. Cada colònia té un parell de mascles dominants que controlen el territori. Solen estar actius als mesos més càlids entre les quatre de la tarda i fins a les nou o deu de la nit. En dies plujosos i ennuvolats, es queden als seus caus. Una colònia d'esquirols està formada per conjunts de caus subterranis a tres peus sota terra interconnectats per una sèrie de túnels. Els ossos bruns solen desenterrar un sistema sencer de caus per atrapar els esquirols.

## Hàbitat
El suslic àrtic, natiu de l'ecozona holàrtica, tundra nord-americana, es pot localitzar més específicament a regions del nord del Canadà que van des del Cercle Polar Àrtic fins al nord de la Columbia Britànica, i fins a la frontera sud dels Territoris del Nord-oest, com Alaska i Sibèria.

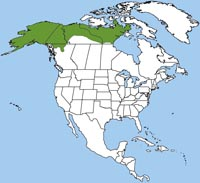
Distribució geogràfica del suslic àrtic.

Els seus principals hàbitats es troben en vessants de muntanyes, rius, llacs i tundra. Viuen en sòls sorrencs que permetran una fàcil excavació per a fer els seus caus. Aquests són poc profunds a zones on el permafrost els permet cavar. Prefeirexen terres amb bon drenatge per evitar que els seus caus s'inundin.

## Longevitat i mortalitat
Les causes de mortalitat de l'esquirol terrestre àrtic inclouen la depredació, la malaltia, la fam, la congelació i la mort.
La mortalitat durant el primer any de vida és del 54 al 74%, i la supervivència és dimorfica, amb femelles que viuen més que els mascles. L'augment de la mortalitat masculina es deu a diversos factors. Els homes experimenten taxes de mortalitat més elevades que estan associades amb l'augment de les demandes i els riscos de dispersió, i les interaccions agressives entre els homes, i activitats territorials. Els homes també experimenten una major depredació durant la temporada d'aparellament a causa de la seva major visibilitat associada amb el seu augment de l'activitat.
La supervivència també varia segons l'hàbitat i la temporada. A l'estiu, la supervivència és menor en el bosc boreal que en l'hàbitat alpí, a causa de majors taxes de depredació en l'hàbitat boreal forestal. A l'hivern, la supervivència és més alta en el bosc boreal que en l'hàbitat alpí, a causa de l'augment de les exigències d'hibernació a l'hàbitat alpí.
El cau també és important per a la supervivència: els llocs amb bona visibilitat dels depredadors, i que siguin més càlids i més profunds, donen lloc a una major supervivència.
La mortalitat anual depèn de: individus que obtinguin recursos variables o limitats, com ara llocs d'alimentació i abocament, abundància i èxit de depredadors, presència de malalties infeccioses i condicions climàtiques com la temperatura i la profunditat de neu. En qualsevol dels casos, sobreviuran fins a un màxim de vuit a deu anys a la natura.

## Alimentació
El suslic és un omnívor. S'alimenta principalment d'herbes, bolets, joncs, nabius, salzes, arrels, tiges, fulles, flors, granes. Ocasionalment d'insectes, rosegadors i ratolins de camp. A l'estiu, comencen a emmagatzemar fulles de salze, llavors i herbes en el seu cau, transportant-les dins de les seves galtes. S'instal·la a l'hivern i utilitza aquest rebost de menjar al despertar mentre espera que creixin les plantes de primavera.

## Rol en l'ecosistema
El suslic és una espècie clau dins de l'ecosistmea, amb efectes descendents i ascendents sobre processos ecològics. Són una important font d'aliment per a molts depredadors tant mamífers com aviars. Moltes espècies depredadores poden dependre d'ells durant fases cícliques baixes d'altres espècies de preses. A més, també són enginyers importants del sòl. A través de l'excavació dels seus caus, ajuden a airejar i renovar el sòl, aportant nutrients a la superfície.
S'ha demostrat que la seva deposició augmenta les taxes d'infiltració d'aigua al terra i la capacitat d'emmagatzematge, capacitat d'intercanvi de cations i anions, contingut de matèria orgànica, nivells de nutrients i taxes de germinació de llavors. Això augmenta la productivitat dels vegetals i la composició de les espècies dels microhàbitats, que és un benefici per a altres herbívors i rumiants àrtics. Els seus excrements i l'orina fertilitzen el sòl amb nitrogen i fòsfor.
Els suslics àrtics també serveixen com a hoste de diversos paràsits, incloent les puces, Oropsylla alaskensis i Oropsylla idahoensis, i protists d'habitatge digestiu.

## Risc d'extinció
Com a part de l'Estratègia Integral per a la Conservació de la Vida Silvestre del Departament d'Estratègia de l'Alaska, diverses subespècies d'esquirol terrestre àrtic s'han identificat com un estat de G5T3 que és "vulnerable, amb un risc moderat d'extinció a causa d'un rang restringit, relativament poques poblacions (sovint 80 o menys), disminucions recents i esteses, o altres factors." Això és degut principalent al fet que són una espècie de presa principal de moltes espècies de bestiar i de caça econòmicament valorades, com el golut, coiot, l'àliga, linx, guineu àrtica i os grizzly i marró. També és caçat per carns i pells per al comerç local.
La Unió Internacional per a la Conservació de la Natura (UICN) enumera els suslics àrtics com una espècie de menys preocupació, i tot i que el "Environment Yukon" no ha estimat la seva mida de població, actualment es considera que el seu estat de conservació és "segur".

## Comunicació
Els suslics àrtics tenen la capacitat de fer crits d'alarma quan els depredadors estan a la zona. Tot i que l'individu que dona el crit experimenta un major risc de depredació associat a cridar l'atenció al realitzar-lo, es creu que es beneficiaran evolutivament protegint els seus familiars i assegurant que els seus gens passin a generacions posteriors. S'ha suggerit que tenen crits diferents per a diferents depredadors. Sembla que usen un xiulet agut per a depredadors aeris, que és difícil d'identificar, i una més gutural per als depredadors terrestres.
Els mascles delimiten els seus territoris a altres mascles marcant els límits amb glàndules d'olor a les seves galtes i esquena. La territorialitat, així com altres enfrontaments, es resolen a través d'un contacte violent que inclou mossegades i esgarrapades. Els individus sovint són ferits greument a través d'aquestes confrontacions, algunes de les quals resulten en la mort. El contacte social inicial entre els individus implica el contacte de nas i nas i pressionar entre si diverses part del cos, en què els individus oloren i tenen sentit un de l'altre. Aquestes interaccions poden acabar de forma amigable o violenta, depenent de la situació.
Els inuits de la zona els anomenen "tsik-tsik" pel seu soroll característic.